# Ordine esecutivo 11110
L'ordine esecutivo 11110 fu un ordine esecutivo firmato il 4 giugno 1963 dal Presidente degli Stati Uniti d'America John Fitzgerald Kennedy. Esso delegava al segretario del tesoro USA il potere, già attribuito al presidente dall'Agricultural Adjustment Act del 1933, di emettere certificati argentei (silver certificates).

## Descrizione
Fu emesso in variazione del precedente ordine esecutivo 10289 del 1951, emesso dal presidente Harry Truman.
L'ordine dava al Ministero del tesoro il potere di «...emettere certificati d'argento contro ogni lingotto d'argento, argento o dollari standard argentei del tesoro non tenuti per il rimborso di certificati d'argento preesistenti, di prescrivere la denominazione di questi certificati d'argento e di coniare gli "standard silver dollars" e le valute complementari rimborsabili in argento».
Anche se non venne mai formalmente abrogato, la sezione 1(j) dell'ordine esecutivo 10289, che era stata aggiunta dalla sezione 1(a) dell'ordine esecutivo 11110, venne revocata da Ronald Reagan con l'ordine esecutivo 12608 del 1987, nell'ambito di una vasta ristrutturazione generalizzata del corpus degli ordini esecutivi.

## Teoria del complotto

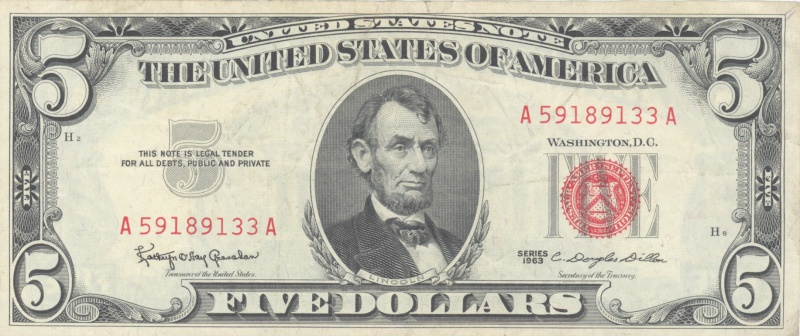
Banconota del Dipartimento del Tesoro degli Stati Uniti, $5 Series 1963 US Treasury Note

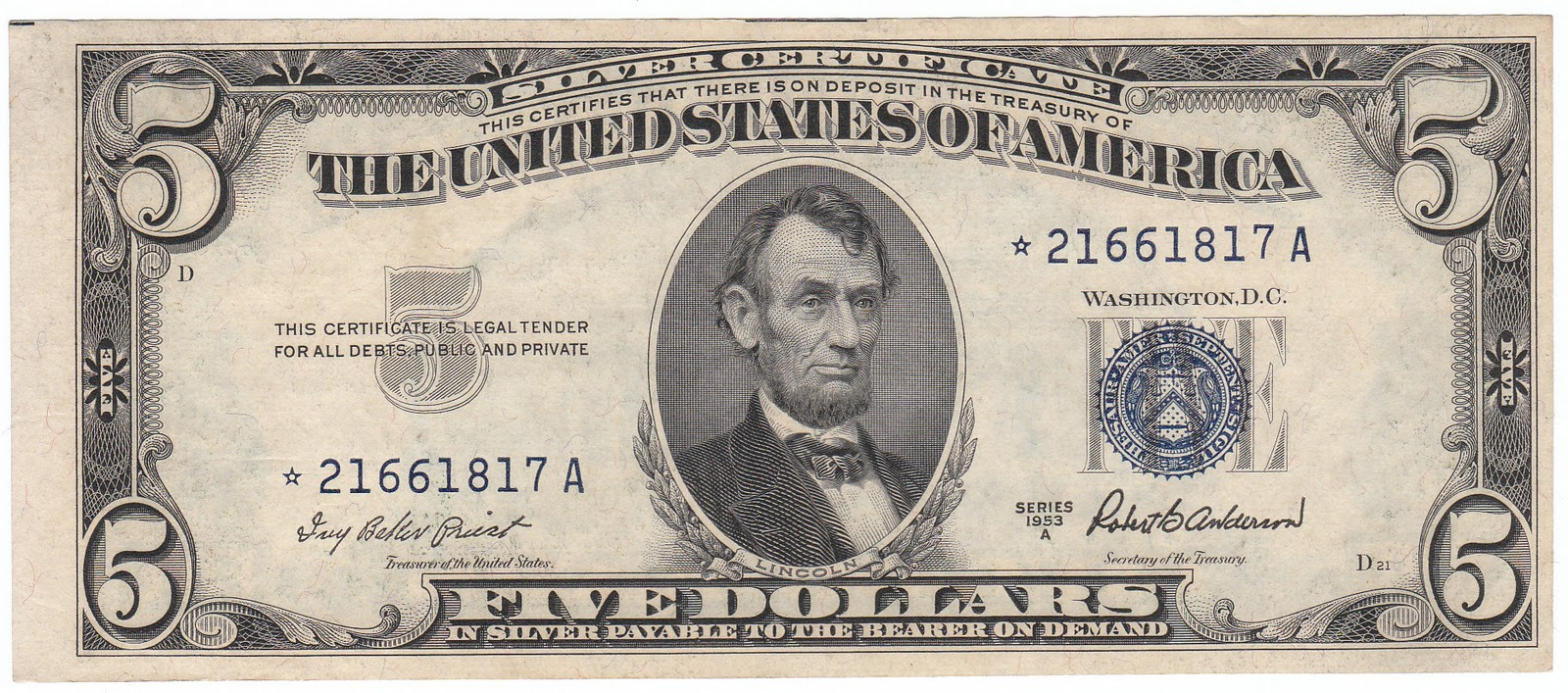
Certificato d'argento statunitense da 5 dollari, dalla serie del 1953.
I sostenitori della teoria del complotto, che fa riferimento al tentativo del Presidente Kennedy di iniziare a emettere banconote aggirando la Federal Reserve, associano erroneamente l'emissione di queste banconote all'Ordine n. 11110

Secondo alcuni sostenitori della teoria del complotto l'ordine 11110 fu una delle cause che portò all'assassinio di JFK, l'ordine infatti oltre ad essere revocato non è stato mai più riproposto. Tuttavia un'analisi più precisa del contenuto dell'ordine e della situazione economica e monetaria degli USA in quel periodo dimostra l'assoluta infondatezza di questa teoria.